# Muzica lui Aku
Muzica lui Aku este al douăzeci și optulea episod al serialului de desene animate Samurai Jack.

## Subiect
La căderea nopții, Jack trage la un han dintr-un oraș adormit. Hangiul plânge întruna. La un moment dat, începe să se audă o muzică tehno, iar din pădure apar niște copii hipnotizați care încep să distrugă ce le pică la mână. Printre ei se află și fiica hangiului, care însă se poartă ca și cum nu și-ar mai recunoaște tatăl. După ce îl cotonogesc puțin pe Jack, care nu se încumetă să-i rănească, copiii dispar în pădure.
Jack află de la hangiu că de vină este muzica lui Aku, care le-a luat mințile, așa că pleacă după ei ca să-i elibereze de vrajă. Mai întâi prinde un copil și îi ia hainele, pentru a se putea infiltra mai ușor fără să dea de bănuit. Ajunge la o scenă înconjurată de boxe uriașe, în fața căreia dansează copiii. DJ-ul îl recunoaște, în pofida costumației, și îi asmute pe copii asupra lui. După ce scapă cu greu de mulțimea de copii, Jack se repede la DJ, se luptă cu el și îl învinge, distrugând totodată și instalațiile muzicale.
O dată muzica oprită, vraja se stinge și copiii își revin și se întorc fiecare la casele lor.